# 웨일스 의회 의원
웨일스 국민의회는 총 60명의 국회의원(영어: Member of the Senedd - MS)으로 구성된다. 이 중 40명은 각 개별 선거구를 대표하여 선출되고, 20명은 웨일스의 다섯 지방을 대표하여 선출된다.
웨일스 주민 한 사람은 다섯 명의 국회의원이 대표하는데, 선거구 (주민이 거주하는 지역) 의원 한 명에 지방을 대표하는 의원 네 명이다. 웨일스의 다섯 지방은 미드웨일스 및 웨스트웨일스, 노스웨일스, 사우스웨일스센트럴, 사우스웨일스이스트, 사우스웨일스웨스트다.

## 선거 방식
웨일스 국회의원은 두 가지 방식으로 당선된다.
1. 소선거구제 지역구 의원
2. 지방별 추가의원으로 선출된 의원

총 60명 의원 중 40명은 선거구 의원으로 당선되고 20명은 추가의원으로 선출되며, 이 중 네 명은 40개 선거구들을 다섯 그룹으로 묶어 각 지방에서 선출된다. 이 부가의원제는 각 지방에서 비례대표가 나오도록 한다.

## 선거
모든 의원들은 4년 주기로 열리는 선거마다 일제히 결원하는 지위에 있다. 의원이 사망하거나 사임하여 불가피하게 다른 시기에 결원하게 되었을 경우, 그 결원이 소선거구제 지역구 의원인지, 아니면 추가의원으로 선출된 의원인지에 따라서 공석이 채워진다.
지역구 의원의 결원은 재보궐선거로 채워진다. 추가의원의 결원은 관련 정당 명부에 올라 있는 차기 위임이 가능한 후보자로 대신할 수 있다.

## 같이 보기
- 2011년 웨일스 총선
- 웨일스 국민의회의 선거구와 지방
- 북아일랜드 국회의원
- 스코틀랜드 국회의원